# Donald B. Duncan

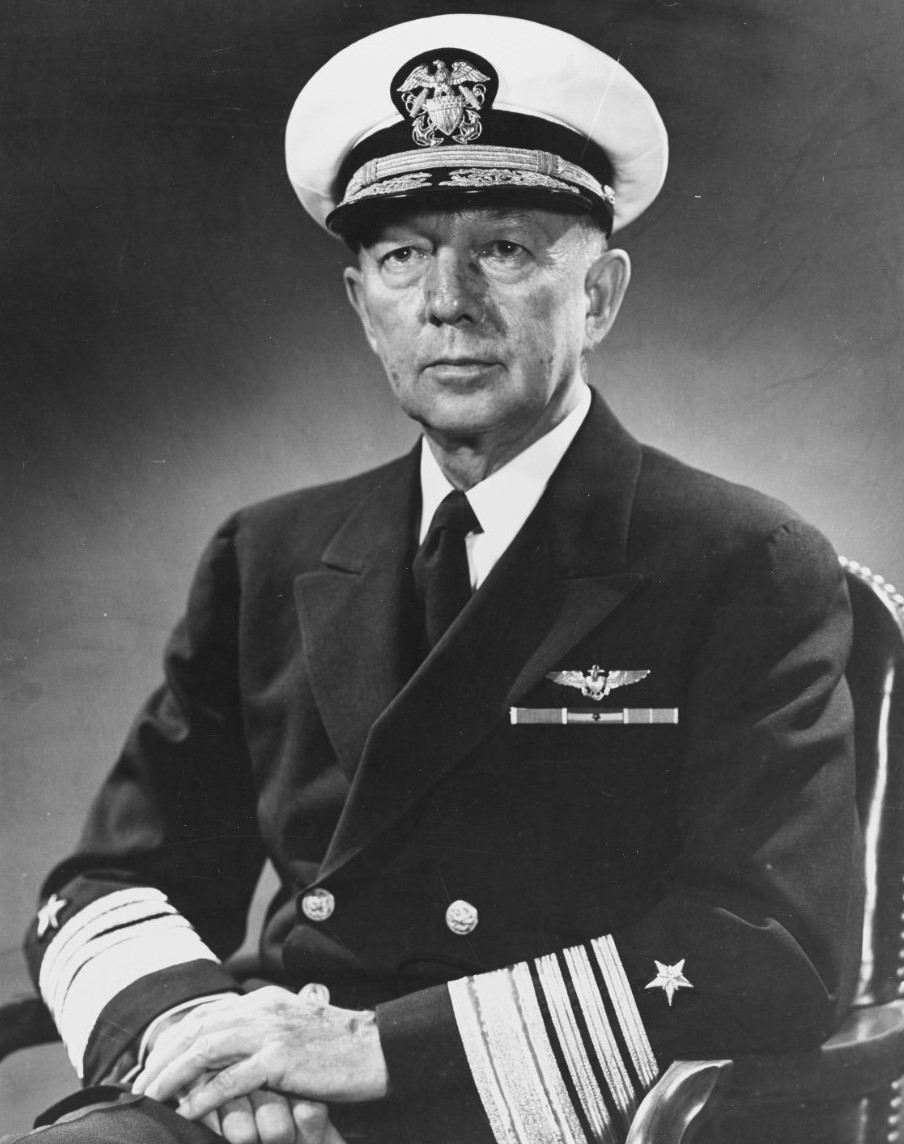
Admiral Donald B Duncan

Donald Bradley Duncan (* 1. September 1896 in Alpena, Michigan; † 8. September 1975 in Pensacola, Florida) war ein US-amerikanischer Admiral der US Navy, der zwischen 1951 und 1956 Vice Chief of Naval Operations war.

## Leben

### Militärische Ausbildung, Erster Weltkrieg und Zeit bis zum Zweiten Weltkrieg
Duncan begann nach dem Schulbesuch 1913 seine militärische Ausbildung an der US Naval Academy in Annapolis, die er 1917 abschloss. Nach seiner Beförderung zum Leutnant zur See im 1917 und dem Kriegseintritt der Vereinigten Staaten in den Ersten Weltkrieg im November 1917 fand er seine erste Verwendung auf dem Schlachtschiff Oklahoma, das zusammen mit der Grand Fleet der britischen Royal Navy in europäischen Gewässern operierte, um dort alliierte Konvois zu schützen.
Er absolvierte zwischen 1920 und 1921 auch eine Ausbildung zum Marineflieger auf der Naval Air Station Pensacola, die er mit dem Flugführerabzeichen (Naval Aviator Badge) beendete. Später absolvierte er ein postgraduales Studium an der US Naval Academy sowie von 1925 bis 1926 ein Studium der Hochfrequenztechnik an der Harvard University, welches er mit einem Master of Science (M.Sc.) beendete.
Seine anschließenden Verwendungen führten Duncan an Bord von Flugzeugträgern sowie in unterschiedlichen Funktionen im Bureau of Aeronautics, dem für die Marineflieger zuständigen Amt der US Navy, ehe er schließlich Erster Offizier (Executive Officer) des Marinefliegerstützpunktes in Pensacola wurde.

### Zweiter Weltkrieg

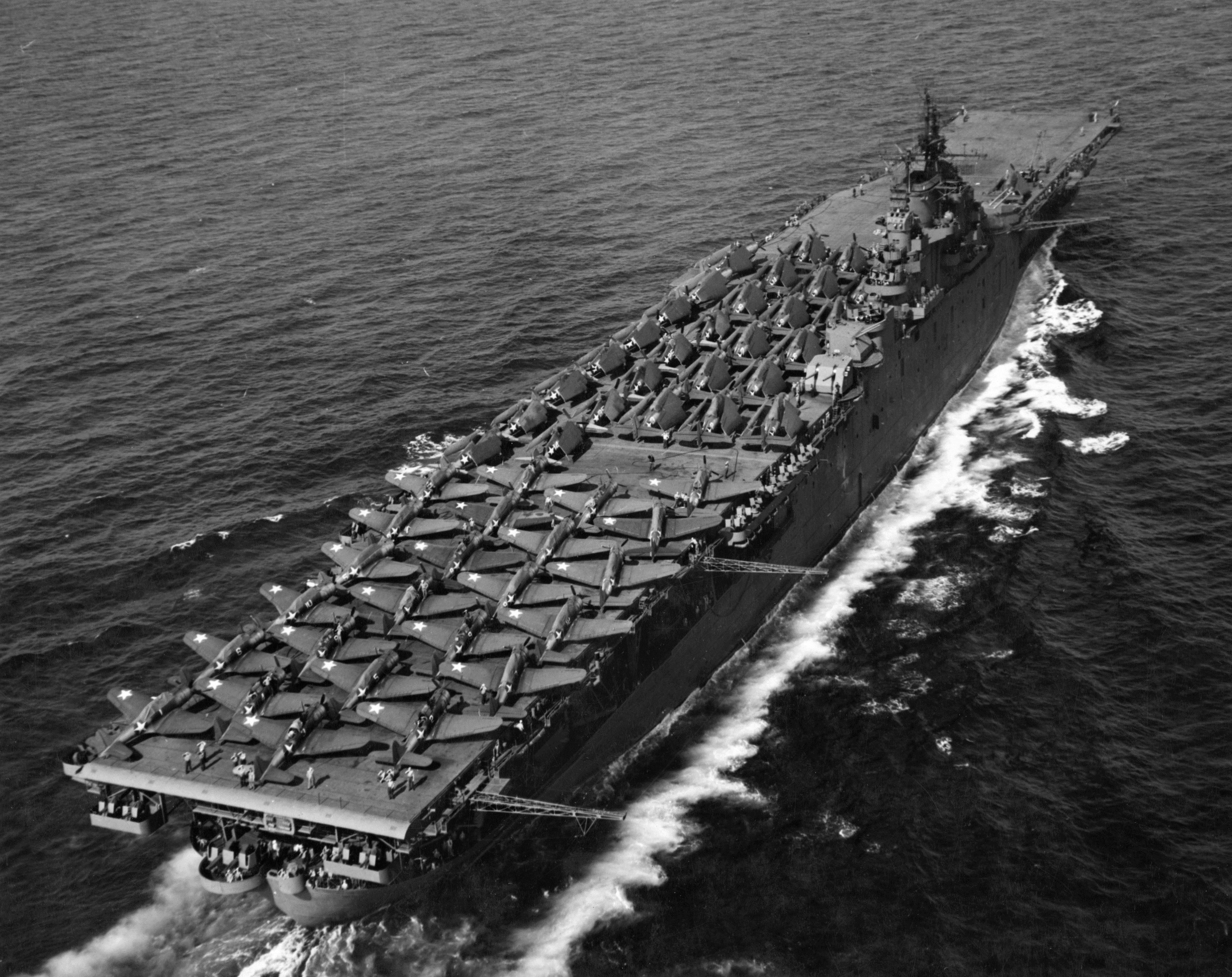
Als erster Kommandant des Flugzeugträgers Essex nahm Duncan ab Mai 1943 am Pazifikkrieg teil

Am 2. Juni 1941 wurde Fregattenkapitän Duncan erster Kommandant (Commanding Officer) der neu in Dienst genommenen USS Long Island, des ersten Geleitflugzeugträgers der US-Marine, und verblieb auf dieser Position auch nach dem Eintritt der USA in den Zweiten Weltkrieg nach dem Angriff auf Pearl Harbor am 7. Dezember 1941 durch die Kaiserlich Japanischen Marineluftstreitkräfte. Am 29. Dezember 1941 erfolgte seine Ablösung durch Fregattenkapitän John Jennings Ballentine, während er selbst in den Stab von Admiral Ernest J. King, des Oberbefehlshabers der US-Flotte (US Fleet) wechselte und dort als Stabsoffizier für Luftoperationen tätig war. Dort befasste er sich maßgeblich mit den Planungen für den Doolittle Raid, des Überraschungsangriffs der Luftstreitkräfte der US-Armee am 18. April 1942 auf Tokio. Dabei schlug er die Verwendung von North American B-25-Bombern von Bord des Flugzeugträgers Hornet vor, der unter dem Kommando von Kapitän zur See Marc Andrew Mitscher stand.
Im Anschluss wurde Kapitän zur See Duncan am 31. Dezember 1942 erster Kommandant des neu in Dienst gestellten Flugzeugträgers Essex, mit der er im Mai 1943 vom Marinestützpunkt Pearl Harbor aus in den Pazifik aufbrach, um am Pazifikkrieg teilzunehmen. Zusammen mit der 16. Einsatztruppe (Task Force 16) nahm er am 31. August 1943 an Flugzeugträgeroperationen gegen die Marcus-Insel teil. Daraufhin wurde die USS Essex Flaggschiff der 14. Einsatztruppe (Task Force 14), die am 5. und 6. Oktober 1942 einen erfolglosen Angriff gegen das von den Japanern besetzte Atoll Wake durchführte. Das Kommando über die Essex übte er bis zum 6. November 1943 aus und erhielt für seine dortigen Verdienste ein Belobigungsschreiben (Letter of Commendation) des Kommandeurs der Luftstreitkräfte der US-Pazifikflotte (US Pacific Fleer), während das Schiff selbst eine Presidential Unit Citation als herausragende Einheit verliehen bekam.
Daraufhin erfolgte im November 1943 die Ernennung von Konteradmiral Duncan zum Vize-Chef des Stabes sowie Vize-Planungsoffizier im Stab des Oberkommandierenden der US-Flotte, Admiral King. In dieser Funktion verblieb er bis Juli 1945 und wurde für die dortigen militärischen Leistungen im November 1946 mit dem Legion of Merit geehrt.

### Nachkriegszeit und Admiral der US Navy

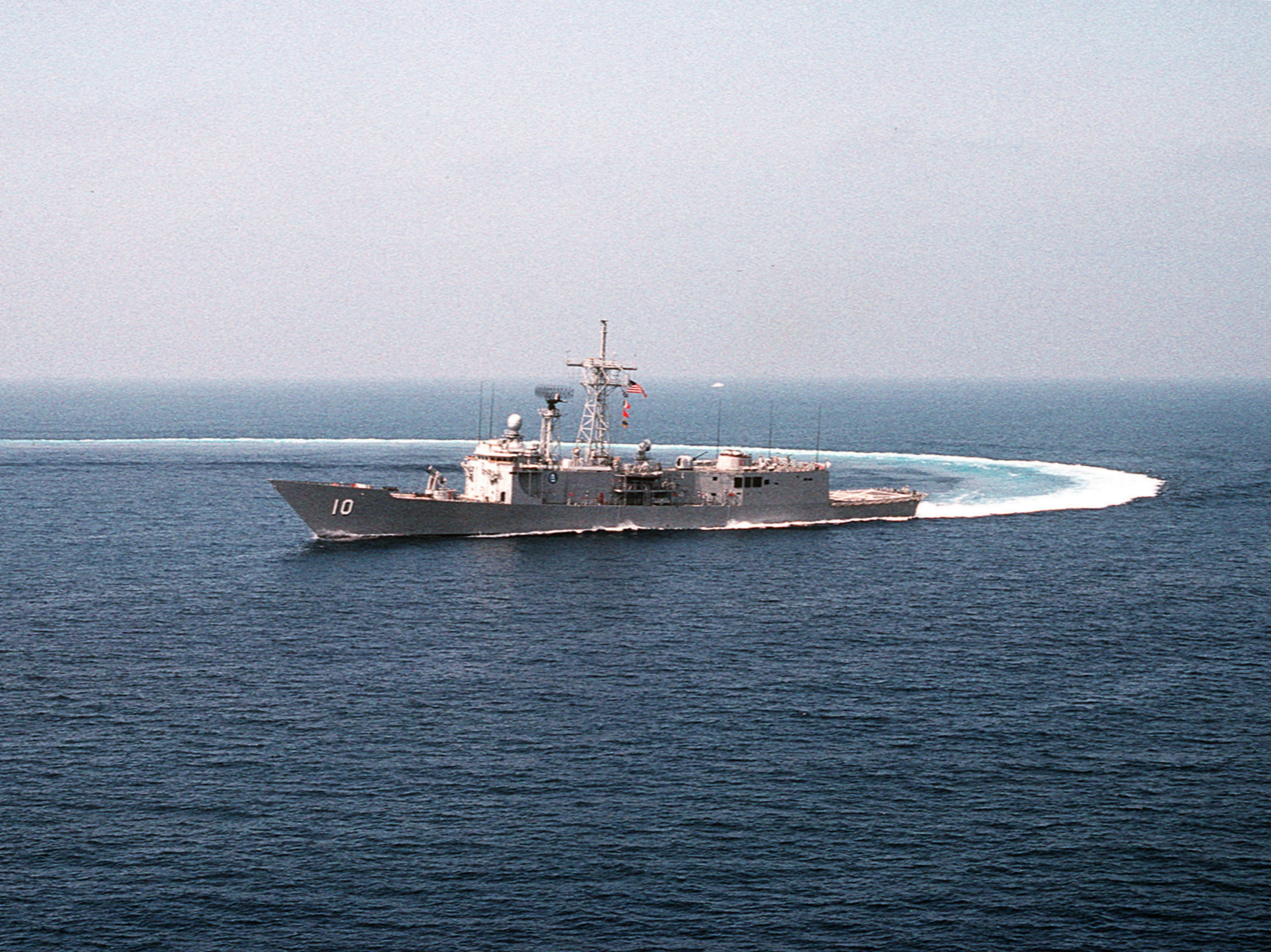
Die am 15. Mai 1980 in Dienst genommene Fregatte Duncan wurde ihm zu Ehren benannt

Im Juli 1945 kehrte Duncan in den Pazifikraum zurück, wo er als Vizeadmiral Stellvertretender Oberbefehlshaber der US-Pazifikflotte wurde und damit einer der engsten Mitarbeiter des Oberbefehlshabers der US Pacific Fleet, Flottenadmiral Chester W. Nimitz.
Am 6. März 1947 wechselte er in das US-Marineministerium (US Department of the Navy) in Washington, D.C., wo er Stellvertretender Chef für Marineoperationen für Luftwaffe (Deputy Chief of Naval Operations for Air) wurde. Diesen Posten bekleidete er bis zu seiner Ablösung durch Vizeadmiral John D. Price am 20. Januar 1948. Danach erfolgte seine Ernennung zum Befehlshaber der 2. Einsatzflotte (Second Task Fleet), deren Kommando er bis August 1951 innehatte.
Duncan wurde am 9. August 1951 zum Admiral befördert und übernahm zugleich von Admiral Lynde D. McCormick die Funktion als Vice Chief of Naval Operations (VCNO). Er bekleidete damit nach dem Chief of Naval Operations die zweithöchste Funktion innerhalb der Führung der US Navy. In dieser Funktion seiner Ablösung durch Admiral James S. Russell am 1. September 1956. Mit einer Amtszeit von mehr als fünf Jahren war Duncan der VCNO mit der bislang längsten Amtszeit. Am 1. März 1957 schied er offiziell aus dem aktiven Militärdienst aus und war anschließend zwischen 1957 und Mai 1962 Gouverneur des Philadelphia Naval Asylum, ein Altersruhesitz für ehemalige Angehörige der US-Marine.
Nach seinem Tode wurde er auf dem Barrancas National Cemetery  in Pensacola bestattet. Ihm zu Ehren wurde die am 15. Mai 1980 in Dienst genommene Duncan benannt, eine Fregatte der Oliver-Hazard-Perry-Klasse. Überdies ist er Namensgeber der Duncan-Halbinsel in der Antarktis.

## Auszeichnungen
- Legion of Merit